# Do It Yourself
Do It Yourself es el único álbum hecho por The Seahorses, una banda de rock alternativo de Inglaterra que John Squire, guitarrista de The Stone Roses, fundó. La portada contine una fotografía de una escultura que Squire hizo en 1997 con la forma de un globo terráqueo hecho de puzzles y que lo llamó de igual manera.
El álbum fue recibido con críticas mixtas a positivas, y siendo muy bien recibido por el público británico. Entró en la UK Albums Chart en el segundo puesto, debajo del álbum de debut de Garry Barlow  conocido como Open Road, y consiguió recibir el estatus de platino tras vender más de 300.000 copias solamente en Inglaterra. El álbum contiene tres sencillos que entraron en las listas inglesas, siendo las siguientes: "Love Is the Law" (N.º 3), "Blinded by the Sun" (N.º 7), y "Love Me and Leave Me" (N.º 16), siendo a primera canción que tiene crédito Liam Gallagher como compositor. NME votaron a The Seahorses como el cuarto mejor acto de 1997; Los lectores del medio Guitarist votaron a Do It Yourself, como el décimo mejor álbum del año.
Un tour corto en Reino Unido en diciembre de 1997, con el apoyo de la banda de rock alternativo americana, Third Eye Blind, ayudó a promocionar el lanzamiento del álbum, y como apoyo The Seahorses de bandas como: The Rolling Stones, U2 y Oasis. Sesiones para un segundo álbum, precedidas del sencillo de 1997, "You Can Talk to Me" (llegando al UK Charts al puesto 15, y en el US Modern Rock Tracks, al puesto 30), fueron abortadas en enero de 1999, provocando la separación de la banda y dejando incompleto el segundo álbum.

## Listas de canciones
Todas las canciones están compuestas por Squire, excepto donde se notifique.
1. "I Want You to Know" – 4:52 (Chris Helme, Stuart Fletcher)
2. "Blinded by the Sun" – 4:39 (Helme)
3. "Suicide Drive" – 3:31
4. "Boy in the Picture" – 2:54
5. "Love Is the Law" – 7:43
6. "Happiness is Egg-Shaped" – 3:45
7. "Love Me and Leave Me" – 3:55 (Squire, Liam Gallagher)
8. "Round the Universe" – 3:45
9. "1999" – 3:25
10. "Standing on Your Head" – 4:39
11. "Hello" – 2:22 (Helme)

## Personal
The Seahorses
- Chris Helme - Vocalista, guitarra acústica
- John Squire - Guitarrista, arte del álbum
- Stuart Fletcher - Bajista
- Andy Watts - Batería, coros

junto a:
- Lili Haydn - Violín

Técnicos
- Tony Visconti - Productor, arreglos, melotrón, tanpura, theremin
- Rob Jacobs - Grabación, mezcla

## Listas
| Chart (1997)                      | Posición más alta Posición |
| --------------------------------- | -------------------------- |
| Australian Albums (ARIA)          | 97                         |
| Nueva Zelanda (Recorded Music NZ) | 38                         |
| Escocia (Scottish Albums Chart)   | 1                          |
| Suecia (Sverigetopplistan)        | 35                         |
| Reino Unido (UK Albums Chart)     | 2                          |

| Listas(1997)    | Posición |
| --------------- | -------- |
| UK Albums (OCC) | 32       |

| Sencillo               | Listas (1997)                          | Posición más alta Posición |
| ---------------------- | -------------------------------------- | -------------------------- |
| "Love Is the Law"      | Canadá (Canadian Hot 100)              | 3                          |
| "Love Is the Law"      | Irlanda (IRMA)                         | 11                         |
| "Love Is the Law"      | Escocia (Scottish Singles Sales Chart) | 1                          |
| "Love Is the Law"      | Suecia (Sverigetopplistan)             | 38                         |
| "Love Is the Law"      | Reino Unido (UK Singles Chart)         | 3                          |
| "Blinded by the Sun"   | Escocia (Scottish Singles Sales Chart) | 4                          |
| "Blinded by the Sun"   | Reino Unido (UK Singles Chart)         | 7                          |
| "Love Me and Leave Me" | Escocia (Scottish Singles Sales Chart) | 6                          |
| "Love Me and Leave Me" | Reino Unido (UK Singles Chart)         | 16                         |